# Chen Xing (calciatore)
Chen Xing (陈星S, Chén XīngP; Shenyang, 17 gennaio 1983) è un ex calciatore cinese, di ruolo attaccante.

## Carriera

### Club
Ha giocato in carriera 88 partite con il Liaoning, di cui 85 nella massima divisione calcistica cinese, vincendo anche il campionato cadetto del 2009.

### Nazionale
Nel 2010 ha giocato una partita nella nazionale cinese.

## Palmarès

### Club

#### Competizioni nazionali
- China League One: 1

Liaoning: 2009